# Шелбі Кеннон
Шелбі Кеннон (англ. Shelby Cannon; нар. 19 серпня 1966) — колишній американський тенісист.
Здобув 3 парні титули.

## Фінали турнірів Великого шлему, Гран-прі та Туру ATP

### Парний розряд (3–6)
| Результат | Ранг | Дата | Турнір                       | Покриття | Партнер           | Суперники                           | Рахунок       |
| --------- | ---- | ---- | ---------------------------- | -------- | ----------------- | ----------------------------------- | ------------- |
| Поразка   | 1.   | 1989 | Монреаль, Канада             | Тверде   | Чарлз Бекмен      | Келле Евернден Тодд Вітскен         | 3–6, 3–6      |
| Перемога  | 1.   | 1990 | Сан-Паулу, Бразилія          | Килим    | Альфонсо Мора     | Марк Куверманс Луїс Маттар          | 6–7, 6–3, 7–6 |
| Поразка   | 2.   | 1991 | Гуаружа, Бразилія            | Тверде   | Грег Ван Ембург   | Олів'є Делетр Родольф Жільбер       | 2–6, 4–6      |
| Перемога  | 2.   | 1992 | Генуя, Італія                | Ґрунт    | Грег Ван Ембург   | Паул Гаргейс Марк Куверманс         | 6–1, 6–1      |
| Поразка   | 3.   | 1993 | Qatar ExxonMobil Open, Катар | Тверде   | Скотт Мелвілл     | Борис Бекер Патрік Кюнен            | 2–6, 4–6      |
| Перемога  | 3.   | 1993 | Барселона, Іспанія           | Ґрунт    | Скотт Мелвілл     | Серхіо Касаль Еміліо Санчес Вікаріо | 7–6, 6–1      |
| Поразка   | 4.   | 1993 | Ніцца, Франція               | Ґрунт    | Скотт Мелвілл     | Девід Макферсон Лорі Вордер         | 4–3, RET.     |
| Поразка   | 5.   | 1994 | Qatar ExxonMobil Open, Катар | Тверде   | Байрон Талбот     | Олів'є Делетр Стефан Сіміан         | 3–6, 3–6      |
| Поразка   | 6.   | 1995 | Сантьяго, Чилі               | Ґрунт    | Франсіско Монтана | Їржі Новак (тенісист) Давід Рікл    | 4–6, 6–4, 1–6 |